# Big X
Big X (ビッグX?, Biggu X) è una serie manga fantascientifica creata da Osamu Tezuka e pubblicata tra il 1963 e il 1966. La storia si basa sugli esperimenti condotti dai nazisti sul finire della seconda guerra mondiale per creare armi segrete. Una serie televisiva anime da 59 episodi basata sul fumetto e prodotta dallo studio Tokyo Movie Shinsha è stata trasmessa dal 3 ottobre 1964 al 27 settembre 1965 su TBS.

## Trama
Invitato in Germania durante la seconda guerra mondiale, al dottor Asagumo (朝雲博士?, Asagumo hakase) viene chiesto da Adolf Hitler di collaborare all'invenzione di una nuova arma segreta, la Big X. Preoccupato per le conseguenze che il completamento dell'arma potrebbe avere, Asagumo si mette in combutta con il subdolo dottor Engel (エンゲル博士?, Engeru hakase) per rallentare il più possibile i progressi della ricerca. Anticipando la sconfitta tedesca da parte degli alleati, il Dottor Asagumo riesce a trapiantare una carta con i segreti della Big X dentro suo figlio, Shigeru (しげる?), prima che l'esercito tedesco riesca a rintracciarlo ed ucciderlo.
Vent'anni dopo viene scoperto che la carta è dentro al corpo di Shigeru, che nel frattempo si è trasferito a Tōkyō. Saputa la notizia, un'organizzazione con presunti legami con i nazisti si mette in moto e riesce a rubare la carta, completando il progetto Big X. Nel frattempo il nipote del dottor Engel, Hans (ハンス?, Hansu), si è unito all'alleanza nazista per poter conquistare il mondo. La Big X si scopre alla fine essere una droga in grado di espandere il corpo umano senza limiti. Dopo aver recuperato la Big X dal nemico, il figlio di Shigeru, Akira (昭?), decide di sfidare i nazisti e Hans Engel per fermare i suoi piani malvagi.

## Media

### Manga
Il manga, scritto e disegnato da Osamu Tezuka, è stato serializzato dal novembre 1963 al febbraio 1966 sulla rivista Shōnen Book edita da Shūeisha. I capitoli sono stati poi raccolti in quattro volumi tankōbon pubblicati dal 15 settembre al 30 novembre 1972. La serie è apparsa su più testate nel corso degli anni. Queste sono Sunday Comics (サンデーコミックス?, Sandī Komikkusu), edito da Akita Shoten (4 volumi), Tezuka Osamu manga zenshū (手塚治虫漫画全集?, Tutti i manga di Tezuka Osamu), edito dalla Kōdansha (4 volumi), Tezuka Osamu sakushū (手塚治虫名作集? Collezione di lavori di Tezuka Osamu), edito dalla Home-sha (3 volumi), Shueisha fungo Tezuka Osamu sakushū (集英社文庫手塚治虫名作集? Libreria di Shueisha - Collezione di lavori di Tezuka Osamu), edito dalla Shūeisha (3 volumi), Akita fungo (秋田文庫? Libreria di Akita), edito da Akita Shoten (3 volumi) e Tezuka Osamu bunko zenshū (手塚治虫文庫全集? Serie completa dei bunko di Osamu Tezuka), edito da Kōdansha (2 volumi).
In Italia la serie è stata annunciata a settembre 2021 sul canale Twitch di Edizioni BD ed è stata pubblicata sotto l'etichetta J-Pop dal 20 ottobre al 29 dicembre 2021 in un'edizione composta da due volumi.

#### Volumi
| Nº | Data di prima pubblicazione | Data di prima pubblicazione | Data di prima pubblicazione | Data di prima pubblicazione |
| Nº | Giapponese                  | Giapponese                  | Italiano                    | Italiano                    |
| -- | --------------------------- | --------------------------- | --------------------------- | --------------------------- |
| 1  | 15 settembre 1972           | ISBN 4-253-06287-3          | 20 ottobre 2021             | ISBN 978-88-349-0762-7      |
| 2  | 20 ottobre 1972             | ISBN 4-253-06288-1          | 29 dicembre 2021            | ISBN 978-88-349-0852-5      |
| 3  | 15 novembre 1972            | ISBN 4-253-06289-X          | —                           | —                           |
| 4  | 30 novembre 1972            | ISBN 4-253-06290-3          | —                           | —                           |

### Anime
Un adattamento anime prodotto dallo studio Tokyo Movie Shinsha e diretto da Mitsutero Okamoto e Osamu Dezaki, è stato trasmesso in Giappone dal 3 ottobre 1964 al 27 settembre 1965 su TBS per un totale di cinquantanove episodi. La serie animata è da considerarsi in parte perduta e gli unici episodi rimasti sono l'1, l'11 e dal 40 al 59.

#### Episodi
| Nº | Titolo italiano (traduzione letterale) Giapponese 「Kanji」 - Rōmaji                             | In onda           | In onda |
| Nº | Titolo italiano (traduzione letterale) Giapponese 「Kanji」 - Rōmaji                             | Giapponese        |         |
| 1  | L'apparizione della Big X 「ビッグX登場」 - Big X tōjō                                           | 3 agosto 1964     |         |
| 2  | L'attacco del V3 「V３号の襲撃」 - V3-gō no shūgeki                                              | 10 agosto 1964    |         |
| 3  | Fuga dalla fortezza 「要塞脱出」 - Yōsai dasshutsu                                               | 17 agosto 1964    |         |
| 4  | Scontro nel deserto 「砂漠の対決」 - Sabaku no taiketsu                                          | 24 agosto 1964    |         |
| 5  | La crisi della Big X 「ビッグXの危機」 - Big X no kiki                                           | 31 agosto 1964    |         |
| 6  | Caccia allo schiavo 「どれい狩」 - Dorei kai                                                     | 7 settembre 1964  |         |
| 7  | Scontro sul lago della morte 「死の湖の対決」 - Shi no mizūmi no taiketsu                        | 14 settembre 1964 |         |
| 8  | Aurora nera 「黒いオーロラ」 - Kuroi aurora                                                      | 21 settembre 1964 |         |
| 9  | L'impero del leone 「ライオン帝国」 - Lion teikoku                                               | 28 settembre 1964 |         |
| 10 | Il sole diabolico 「悪魔の太陽」 - Akuma no taiyō                                                | 5 ottobre 1964    |         |
| 11 | Il cimitero del mare 「海の墓場」 - Umi no hakaba                                                | 26 ottobre 1964   |         |
| 12 | Scontro insieme al Kaiser 0 「カイザー0号との対決」 - Kaiser 0-gō to no taiketsu                 | 2 novembre 1964   |         |
| 13 | L'uomo mascherato 「仮面の男」 - Kamen no otoko                                                  | 9 novembre 1964   |         |
| 14 | Il treno del gas velenoso 「毒ガス列車」 - Doku gas ressha                                       | 16 novembre 1964  |         |
| 15 | Hinmel, il grande uccello misterioso 「大怪鳥ヒンメル」 - Dai kai tori Hinmel                    | 23 novembre 1964  |         |
| 16 | Sunaruri l'alieno 「宇宙人スナルリ」 - Uchū-jin Sunaruri                                         | 30 novembre 1964  |         |
| 17 | La linea a gravità zero 「無重力線」 - Mujūryoku san                                             | 7 dicembre 1964   |         |
| 18 | Il mistero del vulcano spento 「死火山の怪」 - Shikazan no kai                                   | 14 dicembre 1964  |         |
| 19 | Il vichingo del badile 「スペードバイキング」 - Spade Viking                                     | 21 dicembre 1964  |         |
| 20 | La battaglia decisiva tra 20 e 21 「決戦20対21」 - Kessen 20 tai 21                              | 28 dicembre 1964  |         |
| 21 | Corri, Big X 「走れビッグX」 - Hashire Big X                                                     | 4 gennaio 1965    |         |
| 22 | La grande fontana che non funziona 「狂った大噴水」 - Kurutta dai hunsui                         | 11 gennaio 1965   |         |
| 23 | L'illusione della nave pirata 「幻の海賊船」 - Maboroshi no kaizoku-sen                          | 18 gennaio 1965   |         |
| 24 | L'ordine di distruzione del robot 「ロボット撃破指令」 - Robot gekiha shirei                     | 25 gennaio 1965   |         |
| 25 | La trasmissione della tattica del re 「キングの電送作戦」 - King no tensō sakusen                | 1º febbraio 1965  |         |
| 26 | La tattica della formicaleone 「蟻地獄作戦」 - Arijigoku sakisen                                 | 8 febbraio 1965   |         |
| 27 | La città nel cielo 「空中都市」 - Kuchū toshi                                                    | 15 febbraio 1965  |         |
| 28 | Il grande dio dei draghi contro la Big X 「大竜神対ビッグX」 - Dai ryūjin tai Big X              | 22 febbraio 1965  |         |
| 29 | L'antico missile 「大昔ミサイル」 - Ōmukashi Missile                                             | 1º marzo 1965     |         |
| 30 | Punta a quell'orecchio 「あの耳を狙え」 - Ano mimi o nerae                                       | 8 marzo 1965      |         |
| 31 | La ribellione dell'uomo di gomma 「ゴム人間の反乱」 - Gum ningen no hanran                       | 15 marzo 1965     |         |
| 32 | Il triste dottore insetto 「悲しき昆虫博士」 - Kanashiki konchū hakase                           | 22 marzo 1965     |         |
| 33 | Salvage l'uomo vuoto 「真空人間サルベージ」 - Shinkū ningen salvage                              | 29 marzo 1965     |         |
| 34 | La strategia per l'annientamento della metropoli 「大都市全滅作戦」 - Daitoshi zenmetsu sakusen  | 5 aprile 1965     |         |
| 35 | Il castello dei robot 「ロボット城」 - Robot shiro                                               | 12 aprile 1965    |         |
| 36 | Il cavallo di fuoco 「火の馬」 - Hi no uma                                                       | 19 aprile 1965    |         |
| 37 | Il laboratorio di ricerca segreto in fondo al mare 「海底秘密研究所」 - Kaitei himitsu kenkyūsho | 26 aprile 1965    |         |
| 38 | La tigre spaziale 「宇宙の虎」 - Uchū no tora                                                    | 3 maggio 1965     |         |
| 39 | Un uomo prima leggero e poi pesante 「軽くて重い男」 - Karukute omoi otoko                       | 10 maggio 1965    |         |
| 40 | Dal paese dell'arcobaleno 「虹の国から」 - Niji no kuni kara                                     | 17 maggio 1965    |         |
| 41 | La fontana dello yeti 「雪男の泉」 - Yuki otoko no izumi                                         | 24 maggio 1965    |         |
| 42 | Verso la galassia 「銀河に向って」 - Ginga ni mukatte                                            | 31 maggio 1965    |         |
| 43 | L'invenzione del dottor Pearl 「パール博士の発明」 - Pearl hakase no hatsumei                    | 7 giugno 1965     |         |
| 44 | Il messaggero dal pianeta Angel 「エンゼル星よりの使者」 - Angel hoshi yori no shisha            | 14 giugno 1965    |         |
| 45 | La crisi di Nīna 「ニーナの危機」 - Nīna no kiki                                                 | 21 giugno 1965    |         |
| 46 | Il segreto di Saint Rose 「セントローザの秘密」 - Saint Rose no himitsu                          | 28 giugno 1965    |         |
| 47 | Il segreto del terra aliena 「宇宙ランドの秘密」 - Uchū land no himitsu                          | 5 luglio 1965     |         |
| 48 | La battaglia decisiva sul grande nevaio 「大氷原の決戦」 - Dai hyōgen no kessen                  | 12 luglio 1965    |         |
| 49 | L'arrivo di una grande medusa 「大くらげ出現」 - Dai gurake shutsugen                            | 19 luglio 1965    |         |
| 50 | Great 3 「グレート3」 - Great 3                                                                  | 26 luglio 1965    |         |
| 51 | La quinta era glaciale della Terra 「地球第五氷河期」 - Chikyū daigo hyōgaki                     | 2 agosto 1965     |         |
| 52 | Il mago Samaringa 「サマリンガの魔法使い」 - Samaringa no mahōtsukai                             | 9 agosto 1965     |         |
| 53 | L'esperimento rubato 「盗まれた実験」 - Nusumareta jikken                                        | 16 agosto 1965    |         |
| 54 | Zombie, una bestia dal volto umano 「人面獣ゾンビー」 - Jinmen kedamono zombie                   | 23 agosto 1965    |         |
| 55 | Il miracolo della barriera corallina 「サンゴ礁の奇跡」 - Sango-jō no kiseki                     | 30 agosto 1965    |         |
| 56 | La vendetta di Hans 「ハンスの復讐」 - Hans no fukujū                                            | 6 settembre 1965  |         |
| 57 | Nubi nere sull'Amazzonia 「アマゾンの黒雲」 - Amazon no Kuro kumo                                | 13 settembre 1965 |         |
| 58 | Scontro sulla Luna 「月世界の対決」 - Gessekai no taiketsu                                       | 20 settembre 1965 |         |
| 59 | La battaglia decisiva finale 「最後の決戦」 - Saigo no kessen                                    | 27 settembre 1965 |         |